# Женщина-констебль
«Женщина-констебль» (англ. WPC 56) — британский телевизионный драматический сериал, транслируемый на канале BBC One. Сериал рассказывает о первой женщине-констебле, которая присоединяется к полиции Бринфорда в 1956 году. Каждый сезон состоит из пяти серий.

## Синопсис

### 1 сезон
Главная героиня, Джина Доусон, проживает со своими родителями, Джо и Брендой, в Бринфорде, недалеко от Бирмингема. Действие истории разворачивается в 1956 году вокруг обнаружения останков мальчика. Доусон назначается первой женщиной-полицейским в бринфордском полицейском участке, где старший инспектор Нельсон дает ей небольшой кабинет, ранее служивший кладовкой. Ей поручают приготовление чая, бумажную работу, общение с детьми и женщинами и просят не мешать мужчинам заниматься важной полицейской работой. Джине трудно воспринимать всерьез своих коллег-мужчин, она шокирована методами, применяемыми сержантом Фентоном, и отношением остальных ее коллег-офицеров. У нее есть молодой человек по имени Фрэнк Маршалл.

### 2 сезон
Второй сезон начинается с обнаружения полицией трупов советника и его пропавшей подруги, Ребекки Джонс. Детектив-инспектор, Джек Бернс уходит из полиции, чтобы ухаживать за больной женой и дочерьми. Его место занимает детектив-инспектор, Макс Харпер. Инспектора Нельсона и дежурного сержанта Пратта заменяют Бриггс и Свифт. Полицейский констебль Эдди Коулсон проводит медовый месяц с Кэти Синклер. Его отец, ныне помощник главного констебля Коулсона, питает симпатию к констеблю Доусон. Кэти Синклер заменяется Сьюзи Найтингейл в качестве секретаря станции.

### 3 сезон
Третий сезон повествует о расстреле отставного бригадира и событиях в охраняемой больнице, а также отношениях инспектора Бриггса, его жены Шарлотты и Карла Сондерса, а также желании Коулсона взять под контроль станцию и подорвать тех, кто знает о его прошлых проступках. Констебль Джина Доусон, с которой сняли всю вину за стрельбу, переезжает в столичную полицию. Помощник главного констебля, Коулсон отказывается от своего обещания, данного инспектору Бриггсу, что он рано уйдет в отставку после сексуального домогательства к Доусон. Констебль Энни Тейлор, чей отец — отставной сержант полиции Бринфорда, заменяет Доусон. Сержант Фентон возвращается на службу. Детектив-инспектор Гарри Сойер заменяет инспектора Макса Харпера.

## В ролях
- Дженни Жак — Джина Доусон
- Клаудия Джесси — Энни Тейлор
- Чарльз Де’Ат — сержант Сидни Фентон
- Джон Боулер — главный суперинтендант (позже главный констебль Асст) Артур Коулсон
- Киран Бью — инспектор Джек Бернс
- Бен Тернер — инспектор Макс Харпер
- Оливер Рикс — инспектор Гарри Сойер
- Джон Лайт — старший инспектор Роджер Нельсон
- Марк Хили — главный инспектор Уолтер Бриггс
- Джерард Хоран — дежурный сержант Питер Пратт
- Джеймс Баррискейл — дежурный сержант Джон Свифт
- Крис Овертон — констебль Эдди Коулсон
- Лиам Дживонс — констебль Томми Перкинса
- Рэйчел Лесковац — Сьюзи Найтингейл
- Дэниел Броклбэнк — Карл Саундерс

## Съемки
Съемки сериала проходили в Бирмингеме и его окрестностях с использованием исторических локаций. Интерьеры находятся в заброшенном здании на улице Виттория.

## Международные трансляции
Право на трансляцию «Женщины-констебля» было приобретено тремя вещательными компаниями: ирландской RTÉ One, финской Yle TV1 и российской ТВ Центр.